# William Frederick Collings
William Frederick Collings (1852 – 20 de junio de 1927) fue señor de Sark desde 1882 hasta su muerte en 1927. Fue uno de los señores más excéntricos de la isla, especialmente conocido por su anticlericalismo, terquedad, intemperancia y generosidad.

## Biografía
Collings era el hijo mayor y uno de los seis hijos de William Thomas Collings, señor de Sark, y la liquenóloga Louisa Collings (de soltera Lukis). Un hombre de ojos azules excepcionalmente alto y bien formado, era exactamente lo opuesto a su padre. Los dos nunca se llevaron bien. Collings se negó a seguir a su padre a la iglesia y al Trinity College de Cambridge. El compromiso fue durante un Grand Tour.

### Infancia y juventud

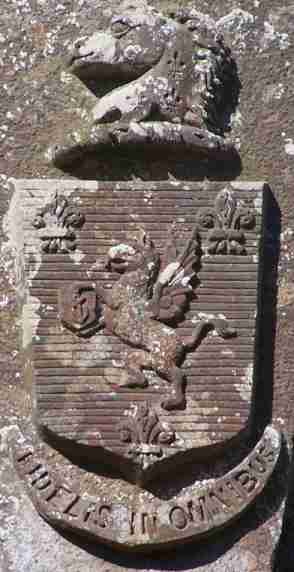
Escudo de armas de la familia Collings en la puerta del Seigneurie

Collings heredó el feudo de su padre a la muerte de este último en 1882, pero ninguno de los intereses de su padre en asuntos militares. Menos de cinco años después de la muerte de su padre, la Royal Sark Militia, una vez querida por sus padres, se deterioró hasta convertirse en lo que un periodista visitante describió como «siete docenas de pares de botas». Para 1900, la había descuidado lo suficiente como para que desapareciera por completo. Aunque siempre se negó a gastar dinero en el mantenimiento de su feudo, fue el primer Señor de Sark que lo amó lo suficiente como para residir allí de forma permanente. En 1899, se negó a vender la isla por una enorme cantidad de dinero a un hombre que pretendía abrir allí un casino.
Los habitantes de Sark admiraban a Collings por su habilidad para navegar, disparar y escalar rocas, y disfrutó de un fuerte apoyo de sus súbditos. Sin embargo, era «un terror violento cuando había bebido», según un isleño. El alcoholismo lo llevó a atacar con su bastón a la esposa del vicario, escribía mensajes anticlericales en las paredes, insultaba al condestable, rompía los cristales de las ventanas y cabalgaba en los jardines privados. Una vez compareció ante el sénescal por amenazar con dispararle a un periodista. El enemigo acérrimo de Collings en la isla era el vicario nacido en Francia, que a menudo mostraba su animosidad hacia los británicos al omitir las oraciones por la reina Victoria y su familia, a lo que el señor respondió saliendo de la iglesia y protestando ante los superiores del vicario.

### Vida familiar
Collings era muy deboto de su esposa Sophie (de soltera Moffatt), con quien tuvo dos hijas, Sibyl y Doris. Como no tenía hijos, su hija mayor, Sibyl, era su heredera presuntiva. La crio como un niño y, a pesar de su cojera causada por la longitud desigual de sus piernas, le enseñó a disparar, navegar y escalar acantilados. Sin embargo, cada vez que se enfadaba con ella, la llamaba «maldita virago». Nunca permitió que Doris o Sibyl, discapacitada físicamente, se quejaran de dolor o tristeza, explicando que «estarían mucho peor» cuando envejecieran; Sibyl luego expresó su gratitud a su padre por «poder vivir una vida libre de los inconvenientes de la autocompasión».
El señor desaprobó enérgicamente la relación de su presunta heredera con el pintor Dudley Beaumont, considerándolo un «débil» porque no disparaba ni escalaba acantilados. Cuando supo que ella seguía viéndolo, la echó de La Seigneurie en camisón. A pesar de sus intentos de encontrarla a la mañana siguiente, ella se  marchó a Londres y se casó con Beaumont. Por primera vez desde su matrimonio, Collings la contactó cuando tuvo a su primera hija, una niña llamada Bridget. Deseando enviar un telegrama conciliador, la consoló por dar a luz a una hija escribiendo: «Lo siento, fue una zorra». En abril de 1906, el seigneur y su esposa sobrevivieron a un naufragio, pero la enfermedad que Sophie padecía empeoró y la llevó a la muerte unos pocos meses después.

### Muerte
Collings rindió homenaje al rey Jorge V durante su visita y la de la reina María a Guernsey en 1921, convirtiéndose en el primer señor de Sark en hacerlo en persona desde que Sir Philip Carteret rindió homenaje al rey Carlos II en Jersey en 1650. En su vejez, el Seigneur se volvió indulgente y dejó de pedir a los habitantes que le pagaran el diezmo. Su hija viuda lo sucedió cuando murió el 20 de junio de 1927 y rápidamente restauró los derechos señoriales. Ella describió a su padre como «extremadamente insubordinado, locamente obstinado, ferozmente obstinado y propenso a estallidos de ira incontrolada», pero señaló que era un «hombre generoso» y que «nunca fue duro con aquellos que tenían dificultades para pagar sus rentas o cuotas».